# Associação de Pais e Amigos do Basquete de Lages
A Associação de Pais e Amigos do Basquete de Lages é uma equipe de basquetebol da cidade de Lages, Santa Catarina que disputa o Campeonato Catarinense, competição organizada pela FCB.

## Arena
A equipe manda seus jogos no Ginásio de Esportes Jones Minosso, que comporta aproximadamente 4.500 pessoas. 

## Desempenho por temporadas
| Temporada | Nível | Estadual    | Pos. | Pós Temporada | TR   | PL | Nacional | Nacional |
| --------- | ----- | ----------- | ---- | ------------- | ---- | -- | -------- | -------- |
| 2015      | 1     | Catarinense | 10º  | Primeira Fase | 1-9  | -  | –        | –        |
| 2016      | 1     | Catarinense | 10º  | Primeira Fase | 2-10 | -  | –        | –        |
| 2017      | 1     | Catarinense | 5º   |               | 0-8  | -  | -        | -        |